# USS Chew (DD-106)
USS Chew (DD-106) là một tàu khu trục thuộc lớp Wickes của Hải quân Hoa Kỳ trong cả hai cuộc Chiến tranh Thế giới thứ nhất và thứ hai. Nó là chiếc tàu chiến duy nhất của Hải quân Hoa Kỳ được đặt tên USS Chew nhằm vinh danh Samuel Chew (1750–1778), một sĩ quan Hải quân Lục địa hy sinh trong cuộc Chiến tranh Cách mạng Hoa Kỳ.
Từ năm 1918 đến năm 1922, Chew hoạt động tuần tra và huấn luyện dọc theo bờ Đông Hoa Kỳ, bao gồm một nhiệm vụ hộ tống cho chuyến bay vượt Đại Tây Dương của các thủy phi cơ Curtiss NC. Đến năm 1940, nó nhập biên chế trở lại và hoạt động ngoài khơi Trân Châu Cảng. Trong cuộc tấn công Trân Châu Cảng ngày 7 tháng 12 năm 1941, các khẩu pháo của nó đã nhắm vào máy bay của Đế quốc Nhật Bản, và hai người trong số thủy thủ của nó thiệt mạng khi sang trợ giúp vận hành thiết giáp hạm Pennsylvania. Trong thời gian còn lại của chiến tranh, Chew làm nhiệm vụ tuần tra và hộ tống cho đến khi ngừng hoạt động vào năm 1945.

## Thiết kế và chế tạo
Chew nằm trong số bảy chiếc tàu khu trục lớp Wickes được chế tạo tại xưởng tàu của hãng Union Iron Works tại San Fransisco, California, sử dụng các tính năng kỹ thuật và bản vẽ chi tiết do Bethlehem Steel thiết kế.
Nó có trọng lượng choán nước tiêu chuẩn 1.060 tấn (1.040 tấn Anh; 1.170 tấn Mỹ), chiều dài chung 314 foot 5 inch (95,83 m), mạn thuyền rộng31 foot 9 inch (9,68 m) và độ sâu của mớn nước là 8 foot 6 inch (2,59 m). Khi chạy thử máy, chiếc cùng lớp USS Harding (DD-91) đạt được tốc độ tối đa 35 hải lý trên giờ (65 km/h; 40 mph). Nó được trang bị bốn khẩu pháo 4 in (100 mm)/50 caliber và mười hai ống phóng ngư lôi 21 in (530 mm); và có một thành phần thủy thủ đoàn gồm 113 sĩ quan và thủy thủ. Nó được dẫn động bởi hai turbine hơi nước Curtiss và được cung cấp hơi nước bởi bốn nồi hơi Yarrow.
Các tính năng thể hiện của Chew không được biết rõ, nhưng nó nằm trong số những chiếc lớp Wickes được đóng bởi Bethlehem Steel, chế tạo theo một thiết kế khác biệt so với "kiểu Liberty", do Bath Iron Works thiết kế sử dụng turbine Parsons hay Westinghouse. Những chiếc tàu khu trục không thuộc "kiểu Liberty" bị xuống cấp đáng kể trong chiến tranh, và cho đến năm 1929, tất cả 60 chiếc trong nhóm này đều bị Hải quân cho nghỉ hưu. Tính năng thể hiện trong thực tế kém xa so với tính năng thiết kế, đặc biệt là hiệu suất nhiên liệu; đa số chỉ có thể đạt 2.300 hải lý (4.300 km; 2.600 mi) ở tốc độ 15 hải lý trên giờ (28 km/h; 17 mph) thay vì 3.100 hải lý (5.700 km; 3.600 mi) ở 20 hải lý trên giờ (37 km/h; 23 mph) như thiết kế. Chúng cũng gặp vấn đề khi bẻ lái và trọng lượng.
Chew được đặt lườn vào ngày 2 tháng 1 năm 1918, được hạ thủy vào ngày 4 tháng 7 cùng năm, được đỡ đầu bởi F. X. Gygax, và được đưa ra hoạt động vào ngày 12 tháng 12 năm 1918 dưới quyền chỉ huy của Hạm trưởng, Trung tá Hải quân J. H. Klein Jr.

## Lịch sử hoạt động
Chew lên đường đi sang vùng bờ Đông Hoa Kỳ vào ngày 21 tháng 12 năm 1918, và đến cảng Newport, Rhode Island vào ngày 10 tháng 1 năm 1919. Sau một đợt sửa chữa ngắn tại New York, New York cùng một đợt huấn luyện ôn tập tại vịnh Guatanamo, nó rời New York ngày 28 tháng 4, làm nhiệm vụ hỗ trợ dẫn đường cho chuyến bay vượt Đại Tây Dương đầu tiên của các thủy phi cơ Curtiss NC-1, NC-3 và NC-4 của hải quân. Sau khi hoàn thành nhiệm vụ, nó viếng thăm Azores, Gibraltar, Malta và Constantinople trước khi quay trở về New York vào ngày 5 tháng 6. Sau khi được sửa chữa, nó rời New York để chuyển sang San Diego, California vào ngày 17 tháng 9 và đi đến San Diego vào ngày 12 tháng 10. Bắt đầu từ ngày 19 tháng 11 năm 1919, nó được đặt trong tình trạng biên chế giảm thiểu, chỉ thỉnh thoảng hoạt động cùng nhân sự Hải quân Dự bị thuộc Đội dự bị 10 cho đến khi được cho xuất biên chế vào ngày 1 tháng 6 năm 1922.
Như một phần của việc động viên trước khi Hoa Kỳ tham gia Chiến tranh Thế giới thứ hai, Chew được cho nhập biên chế trở lại vào ngày 14 tháng 10 năm 1940, được phân về Lực lượng Phòng thủ trực thuộc Quân khu Hải quân 14. Nó đi đến Trân Châu Cảng vào ngày 17 tháng 12 năm 1940, nơi nó được đặt làm cảng nhà mới, và trải qua một năm tiếp theo tiến hành tuần tra và huấn luyện từ Trân Châu Cảng. Nó được phân về Đội khu trục 80 cùng các tàu chị em Allen, Ward và Schley.
Vào ngày 7 tháng 12 năm 1941, Chew neo đậu tại Neo X-5, cạnh Allen và chiếc Baltimore vốn đã ngừng hoạt động và sử dụng như kho chứa. Khi Đế quốc Nhật Bản mở màn cuộc tấn công sáng hôm đó, Chew đưa được một khẩu pháo 3 inch/23 caliber của nó vào hoạt động, bắt đầu khai hỏa lúc 08 giờ 03 phút, dưới sự chỉ huy của vị hạm phó. Đến 08 giờ 11 phút, hai trong số các khẩu súng máy.50 caliber cũng được hoạt động và bắt đầu nổ súng. Khẩu pháo 3 inch (76 mm) của nó bắn rơi được một máy bay đối phương và làm hư hại hai máy bay khác, trong khi các khẩu súng máy không bắn trúng phát nào. Chew duy trì hỏa lực cho đến 09 giờ 34 phút, khi chiếc máy bay Nhật cuối cùng rời khỏi chiến trường. Sau đó nó nhổ neo và bắt đầu tuần tra canh phòng hoạt động của tàu ngầm đối phương ở phía Tây Nam phao tiêu lối ra vào cảng. Nó phát hiện tám mục tiêu nghi ngờ và đã thả tổng cộng 28 quả mìn sâu; vị chỉ huy của nó lúc đó, H. R. Hummer, Jr., báo cáo đã tiêu diệt được hai tàu ngầm Nhật. Các dữ kiện sau này cho thấy Chew không đánh trúng bất kỳ tàu đối phương nào. Trong cơn hoảng loạn của cuộc tấn công, một số thành viên thủy thủ đoàn của Chew trên bờ đã lên chiếc thiết giáp hạm Pennsylvania gần đó vốn đang trong ụ tàu, và đã giúp vận hành vũ khí, lập băng chuyền đạn dược và cứu hỏa. Bên trên chiếc Pennsylvania, hai thành viên Chew đã tử trận trong khi bảo vệ con tàu: Matthew J. Agola và Clarence A. Wise.
Từ năm 1941 cho đến hết Thế Chiến II, Chew hoạt động tuần tra tại khu vực ngoài khơi Trân Châu Cảng, thỉnh thoảng làm nhiệm vụ hộ tống dọc theo quần đảo Hawaii và huấn luyện tàu ngầm. Nó từng thực hiện hai chuyến đi đến San Francisco và Seattle hộ tống các đoàn tàu vận tải và bảo vệ các tàu chiến lớn, hộ tống đi lại giữa các đảo, và huấn luyện tàu ngầm. Sau khi chiến tranh kết thúc, nó rời Trân Châu Cảng vào ngày 21 tháng 8 năm 1945 và đi đến Philadelphia vào ngày 13 tháng 9. Nó ngừnghoạt động tại đây vào ngày 10 tháng 10 năm 1945, và bị bán để tháo dỡ vào ngày 4 tháng 10 năm 1946.

## Phần thưởng
Chew được tặng thưởng một Ngôi sao Chiến trận do thành tích phục vụ trong Thế Chiến II.